# آماردوس
آماردوس (Amardus) یا ماردوس (Mardus) (یونانی باستان: Ἀμάρδος, Μάρδος Amárdos, Márdos) رودخانه ای از سرزمین ماد بود.
امیانوس مارسلینوس آن را در سرزمین ماد قرار داده‌است. بطلمیوس آن را در ماد قرار داده‌است و منشأ آن در زاگرس است. این رودخانه به سمت شمال جریان دارد و وارد سواحل جنوبی دریای مازندران می‌شود. ویلیام اسمیت این رودخانه را با رودخانه سفیدرود برابر می‌داند. همان‌طور که بطلمیوس آماردی‌ها را در اطراف سواحل جنوبی خزر قرار می‌دهد و به داخل آن امتداد می‌یابد، ممکن است تصور کنیم که آنها حداقل زمانی را بر روی این رودخانه ساکن بودند.
به گفته یوزف مارکوارت یونانی‌ها از زمان سفر اکتشافی پاتروکلس (سردار سلوکی) به رودخانه سفیدرود، «آماردوس» می‌گفتند.